# الاثرياء الجدد

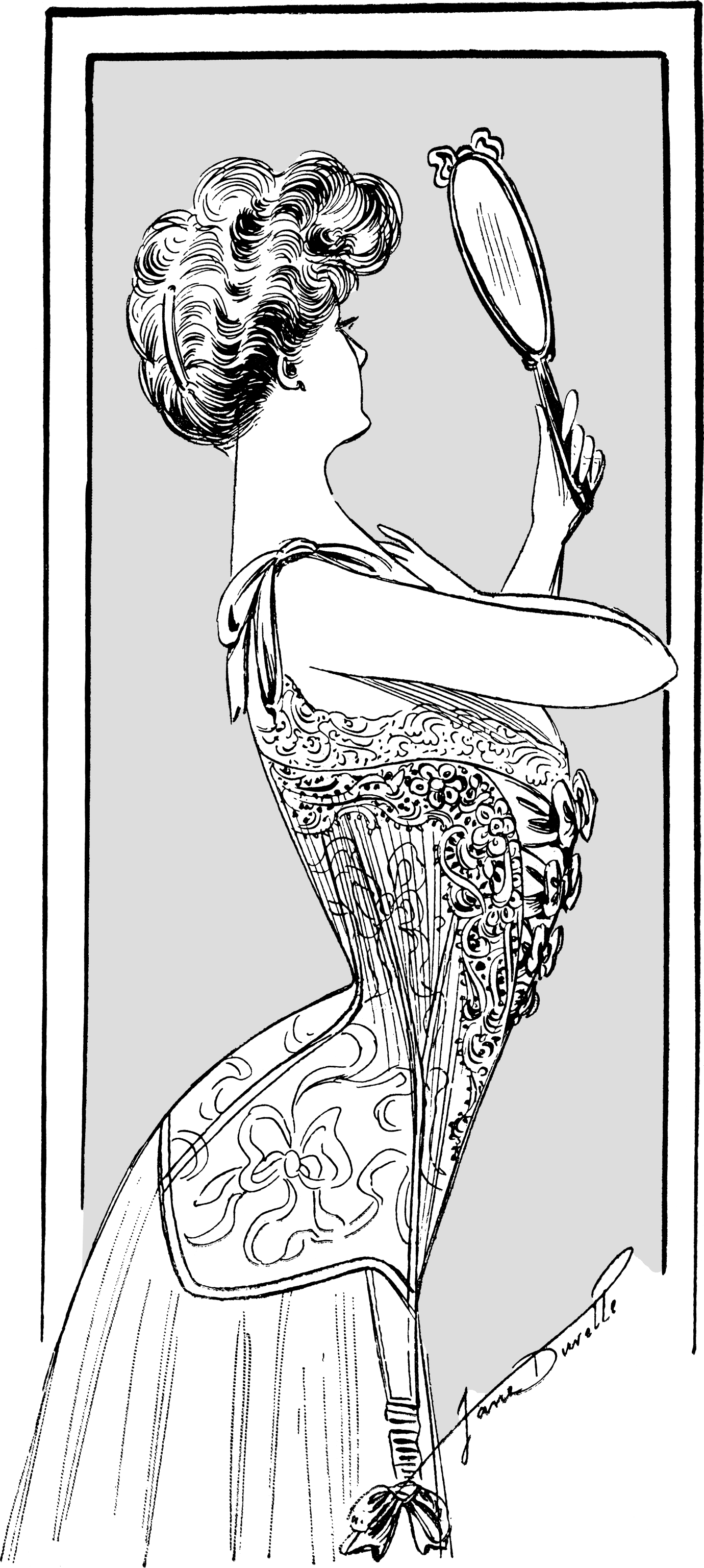

 مُحدَثو النعمة أو الأثرياء الجدد (فرنسية:Nouveau riche) هم أشخاص تحصلوا على ثروتهم خلال جيلهم. من ناحية اجتماعية، يشير المصطلح إلى رجل أو امرأة كان إلى فترة قريبة ينتمي لطبقة اجتماعية فقيرة، سمح له المال الجديد بصعود سلم الحراك الاجتماعي ووفرت له وسائل الاستهلاك شراء السلع والخدمات التي تميز الطبقة الثرية. هو مصطلح تحقيري ويستخدم لوصف أولئك الذين يبالغون في الابتذال والتفاخر بغناهم الجديد ويفتقرون لمنظومة قيم وأخلاق أصحاب الثروات الموروثة كطبقة النبلاء الأرستقراطيين.